# Un monde de bulles

Un monde de bulles était une émission télévisée consacrée à la bande dessinée (BD) sur la chaîne parlementaire Public Sénat, sur le canal 13 de la TNT française de 2005 à 2013. 
Cette émission créée par Jean-Pierre Elkabbach et Jean-Philippe Lefèvre en février 2005 est un rendez-vous hebdomadaire où sont invités les scénaristes et dessinateurs de BD sur le plateau de l'émission ; on y trouve aussi des reportages, des spéciales lors de festivals, des portraits d'auteurs. L'émission était alors la seule consacrée à la bande dessinée à la télévision française. Son parrain est Jean Giraud, alias Moebius. La dernière émission a été diffusée le 25 janvier 2013.